# Целина Юда
Вижте пояснителната страница за други личности с името Целина.
Целѝна Ю̀да (на полски: Celina Juda) (р. 1952 г.) е полска славистка и българистка, доцент в Ягелонския университет в Краков.
Авторка е на 2 широко цитирани монографии: „Литература под съмнение. Съвременната македонска проза от 60-те години на XX век“ (Краков, 1992) и „Под знака на НРБ. Българската литература и култура в капана на идеологията“ (Краков, 2003). Публикувала е над 20 работи в областта на южнославянското литературознание. Преводач е на художествени и научни текстове от български на полски, между които на монографията на Боян Биолчев „От другата страна на мита. Адам Мицкевич между ореола на пророк и homo ludens“ (Краков, 2003).  Научен ръководител на докторанти българисти. Носител на наградата на Министерството на културата на Република България (2001). 

## Биография
Доц. Юда е възпитаник на Ягелонския университет, където завършва Българистика през 1976 г. Защитава докторат на тема „Проучване, възможности, ситуации на македонската художествена проза през 60-те години на ХХ век“ (1986). Гост редактор на специалния брой на сп. Dekada Literacka, посветен на българската литература (ноември 2000 г.). 
Основни студии от последните години: „Българският комплекс за Европа. Отношенията между Изтока и Запада през последния половин век“ (1998), „Категорията „свобода“ в литературата на българските емигранти“ (1999), „Наброски към портрета на кодификатора на българската литература“ (2000), „Двестагодишен портрет на българския интелигент – не само литературни контексти“ (2001) и „Българската култура и проблемът за идеологизацията на културата. Подписът на другия/чуждия, при това не само в българската литература“ (2001).
През 2006 г. изнася във Великотърновския университет публични лекции на тема „Образи на „народната родина“ в литературата (Р Полша/Р България) – сенките на дворците на културата, непредставените светове“ и „Литературният постмодернизъм в Полша – несигурност, лов на идеи или художествена реализация“. 